# Gigerreith
Gigerreith ist eine Streusiedlung in der Stadtgemeinde Amstetten im Bezirk Amstetten in Niederösterreich.

## Geografie
Die Streusiedlung befindet sich nordöstlich von Amstetten nahe der West Autobahn, wo die Greiner Straße und die Wiener Straße eine Auffahrt zur West Autobahn bedienen.

## Geschichte
In Folge der Theresianischen Reformen wurde der Ort dem Kreis Ober-Wienerwald unterstellt und nach dem Umbruch 1848 war er bis 1867 dem Amtsbezirk Amstetten zugeteilt. Laut Adressbuch von Österreich waren im Jahr 1938 in Gigerreith zwei Landwirte mit Direktvertrieb ansässig. Bis zur Eingemeindung nach Amstetten war der Ort ein Teil der damaligen Gemeinde Preinsbach.

## Tourismus
Im Osten befindet sich das Mostviertler Bauernmuseum, ein privates Heimatmuseum mit bäuerlichem Schwerpunkt, das mit über 22.000 Exponaten die Vergangenheit der Region aufbereitet.
Der Wanderweg Gigerreith führt aus dem Zentrum Amstettens nach Gigerreith. Dabei schlängelt sich der Weg auf schmalen Pfaden entlang des Edlabaches an zahlreichen Feldern und Obstgärten vorbei, über Wiesen und durch Wälder, um beim Mostviertler Bauernmuseum zu enden. Der Wanderweg wurde 2020 eröffnet.